# Drake Maverick
Pour les articles homonymes, voir Curtin et Maverick.
James Michael Curtin (né le 30 janvier 1983 à Birmingham, Angleterre) est un catcheur (lutteur professionnel) anglais. Il travaille actuellement à la World Wrestling Entertainment dans la division NXT sous le nom de Drake Maverick.

### Circuit Indépendant (2003-2013)

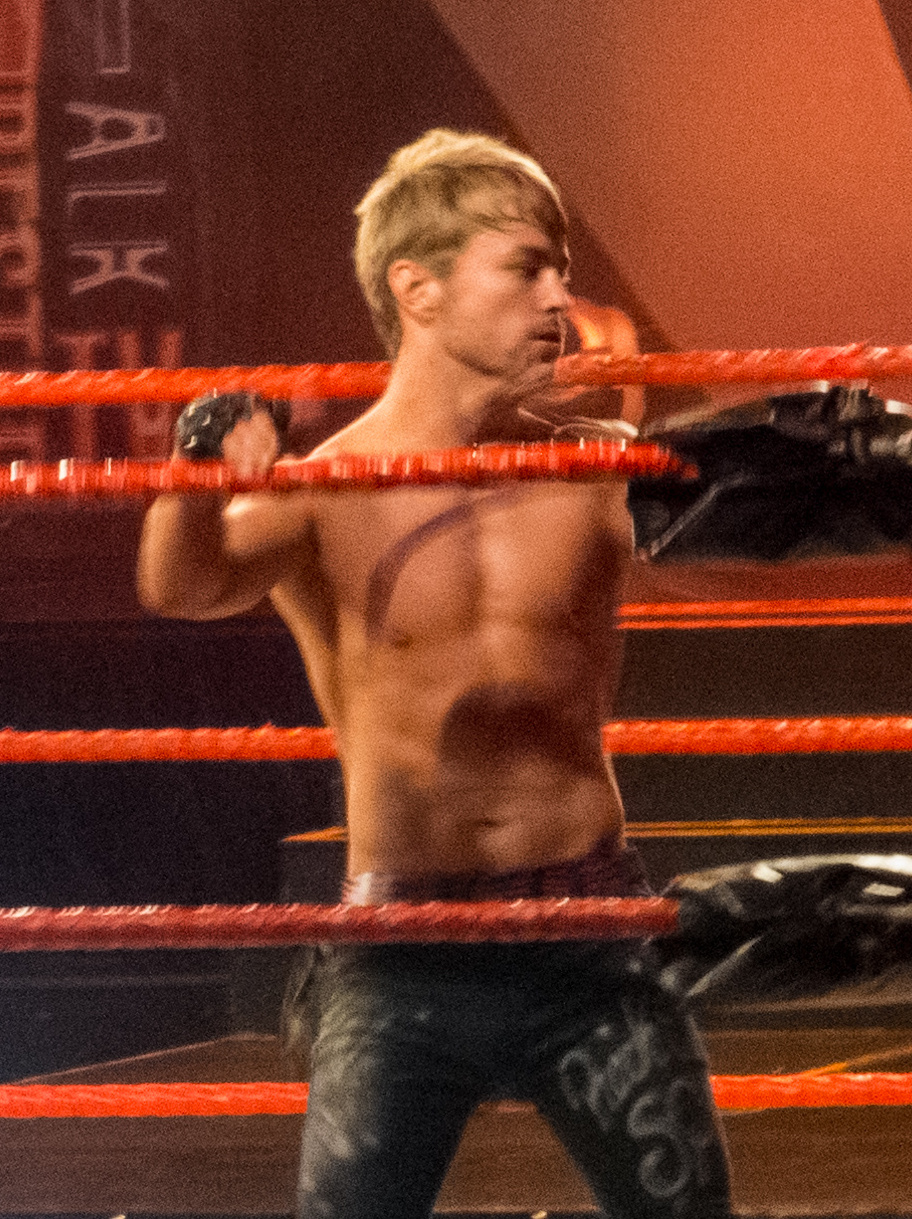
Rockstar Spud en 2010.

## Carrière

### Total Nonstop Action Wrestling (2013-2017)

#### TNA British Boot Camp et Début à la TNA (2013)
Spud apparaît dans la télé-réalité TNA Wrestling: British Boot Camp qui a commencé à être diffusée le 1er janvier 2013. Dans la dernière édition, Spud remporta le concours et a ainsi gagné un contrat dans le rooster de la TNA. Lors de Impact Wrestling du 7 février, Spud a fait ses débuts dans un segment d'entrevue sur le ring où il serait alors interrompu par Robbie E et Robbie T. Le 21 février à Impact Wrestling, il dispute son premier match face à Robbie E en gagnant grâce à un tombé sur ce dernier.

#### Ohio Valley Wrestling (2013)
Il fait ses débuts à la OVW le 16 mars où il bat Cliff Compton et remporte le OVW Television Championship.

#### Retour, Assistant de Dixie Carter et Heel Turn (2013-2017)
Après 5 mois d'absence, il fait son retour lors de Destination X du 18 juillet, il perd contre Greg Marasciulo dans un Triple Threat Match qui comprenait également Rubix et il ne se qualifie pas pour le match de titre pour le TNA X Division Championship. Lors de Impact Wrestling du 28 novembre, Spud avait fait une apparition avec un retour annoncé par la présidente de TNA, Dixie Carter, comme son assistante. Plus tard dans la soirée, lui et Dixie Carter ont organisé un dîner sur le ring à l'occasion de Thanksgiving avec des Heels pour être interrompu par Kurt Angle et d'autres lutteurs ce qui a abouti à une bagarre. Lors de Xplosion le 24 décembre, il est commentateur avec Jeremy Borash. Lors de Impact Wrestling du 26 décembre, il gagne avec Ethan Carter III et The BroMans contre Jeff Hardy et Sting. Lors de Genesis partie 2, il perd contre Samoa Joe. Lors de Impact Wrestling du 13 février, il perd contre MVP. Dans le cadre d'une relation de travail entre la Wrestle-1 et la TNA, il fait ses débuts à la Wrestle-1 le 6 juillet où lui et Ethan Carter III perdent un Tag Team Match contre Tajiri et Yusuke Kodama,.
Lors de Impact Wrestling du 5 août 2015, il bat Austin Aries dans un name vs. career match et force ce dernier à quitter la TNA.
Le 31 mars 2017 à Impact, il perd contre Swoggle.

### Progress Wrestling (2017)
Le 15 janvier 2017 lors de PROGRESS Chapter 42: Life, The Universe & Wrestling, il bat Paul Robinson. Le 31 mars, il perd contre James Drake. Le 14 mai lors de PROGRESS Chapter 48: Bang the Drum, il perd contre Nathan Cruz.

### World Wrestling Entertainment (2018-2021)

#### Général Manager de 205 Live (2018)
Le 30 janvier 2018, il fait ses débuts à la WWE dans la division 205 Live en tant que General Manager, nommé par Daniel Bryan sous le nom de "Drake Maverick".

#### Manager des Authors of Pain (2018)
Le 3 septembre à Raw, Akam et Rezar font leur entrée soutenus par leur nouveau manager, le manager général de WWE 205 Live: Drake Maverick. Ils battent ensuite rapidement Keith Thompson & Jimmy James, Maverick annonce ensuite qu'il compte faire de Akam et Rezar les futurs champions par équipe.
Le 3 décembre à Raw, AOP & Drake Maverick battent Bobby Roode & Chad Gable au cours d'un match qui était supposé être un un contre un entre Roode et Maverick. Le 10 décembre à Raw, AOP perdent les titres par équipe de Raw au cours d'un match handicap qui incluait Drake Maverick dans leur équipe contre Bobby Roode & Chad Gable. Maverick subit le tombé après un roll-up.

#### Rivalité avec R-Truth pour le WWE 24/7 Championship (2019-2020)
Le 18 juin 2019 à SmackDown Live, il remporte le WWE 24/7 Championship à la suite d'un roll-up sur R-Truth.
Le 21 juin 2019, lors de son mariage, Drake Maverick perd le titre champions 24/7, au profit de R-Truth, qui était caché au milieu des invités pendant la cérémonie. Le 27 juillet à Raw, Renee Michelle & lui perdent contre R-Truth & Carmella dans un Mixed Tag Team Match. Le 3 septembre à SmackDown Live, il récupère le titre de champion 24/7 en faisant le tombé sur Elias, mis K.O par un Stunner de Kevin Owens. Il se fait ensuite voler le titre par Bo Dallas qui effectue le tombé sur lui, après l'échec des Singh Brothers, le récupère à nouveau en effectuant le tombé sur Bo Dallas sur le ring avant de le perdre une nouvelle fois en subissant un tombé d'R-Truth, caché dans le décor du King of the Ring Tournament.

#### Retour à SmackDown et fin de contrat, début à NXT (2020-2021)
Drake a fait son retour le 7 mars 2020 à Smackdown. Il apparaît un court instant devant Drew Gulak en lui expliquant qu'il veut affronter Daniel Bryan. 
Le 15 avril 2020, la WWE met fin à son contrat en raison des difficultés économiques à la suite de la pandémie de COVID-19. Cependant, il était toujours autorisé par la WWE à concourir dans le tournoi par Intérim Cruiserweight Championship tournament, où il a perdu en faveur de El Hijo Del Fantasma en finale. Après avoir perdu son combat, il a reçu un nouveau contrat de la part de Triple H pour apparaître à NXT que Drake Maverick a accepté. Le 8 juillet à NXT, il perd avec Breezango contre Santos Escobar, Raul Mendoza et Joaquin Wilde.
Le 13 avril à NXT, il perd avec Killian Dain contre MSK et ne remportent pas les NXT Tag Team Championship.

## Palmarès
- Asistencia Asesoría y Administración
  - Victoria Cup (2016) avec Apolo et Mil Muertes[16]

- 1 Pro Wrestling
  - 1 fois 1PW Tag Team Champion avec Dragon Phoenix
  - 1 fois 1PW Openweight Champion

- Anti-Watershed Wrestling
  - 1 fois AWW Heavyweight Champion

- British Real Attitude Wrestling League
  - 1 fois BRAWL Cruiserweight Champion

- Future Championship Wrestling
  - 1 fois FCW Tag Team Champion avec Carlos

- International Pro Wrestling: United Kingdom
  - 1 fois IPW:UK Cruiserweight Champion
  - 1 fois IPW:UK Tag Team Champion avec Dragon Phoenix
  - IPW:UK Extreme Measures Tournament (2005)

- K-Star Wrestling
  - 1 fois KSW Commonwealth Champion

- Ohio Valley Wrestling
  - 1 fois OVW Television Champion

- Revolution British Wrestling
  - 1 fois RBW British Welterweight Champion

- SAS Wrestling
  - 2 fois SAS United Kingdom Champion

- Southside Wrestling Entertainment
  - 1 fois SWE Heavyweight Champion

- Tri-County Association Pro Wrestling
  - 1 fois TAP Junior Heavyweight Champion

- Wrestling Association Of Rugby
  - 1 fois WAR Heavyweight Champion

- XWA Wrestling
  - 1 fois XWA Flyweight Champion
  - 1 fois British Heavyweight Champion

- Total Nonstop Action Wrestling
  - 2 fois TNA X Division Champion
  - Vainqueur du British Boot Camp (2013)
  - Feast or Fired (2015 - TNA X Division Championship)[17]
  - TNA World Cup of Wrestling (2015) avec Jeff Hardy, Gunner, Gail Kim, Davey Richards et Crazzy Steve
  - Global Impact Tournament (2015) avec Team International (The Great Sanada, Drew Galloway, The Great Muta, Tigre Uno, Bram, Khoya, Magnus, Sonjay Dutt et Angelina Love)

- WWE
  - 6 fois WWE 24/7 Champion

## Récompenses de magazines
- Pro Wrestling Illustrated

| 2006 | 2007 à 2012 | 2013       | 2014 | 2015 | 2016 | 2017 |
| ---- | ----------- | ---------- | ---- | ---- | ---- | ---- |
| Rang | 365         | Non classé | 180  | 113  | 100  | 312  |